# Leading role
『Leading role』（リーディング・ロール）は、結城アイラのミニ・アルバム。2020年3月25日にLantisから発売された。

## 概要
オリジナルアルバムとしては前作『For My Dear…』から7年4ヶ月ぶりのリリース。
シングル「どんな星空よりも、どんな思い出よりも」と今作のために書き下ろされた新曲に加え、作詞家として歌詞を提供した楽曲のセルフカバーも収録している。

## 収録曲
| #         | タイトル                                 | 作詞       | 作曲         | 編曲       | 時間  |
| --------- | ---------------------------------------- | ---------- | ------------ | ---------- | ----- |
| 1.        | 「Leading role」                         | 結城アイラ | 結城アイラ   | 陶山隼     | 3:42  |
| 2.        | 「Flower Gears」                         | 坂井竜二   | 高橋諒       | 高橋諒     | 4:05  |
| 3.        | 「Paradeが生まれる」                     | 結城アイラ | 笹原慎       | 矢野達也   | 4:51  |
| 4.        | 「どんな星空よりも、どんな思い出よりも」 | 結城アイラ | 結城アイラ   | 渡部チェル | 4:20  |
| 5.        | 「LOVE＆GAME」                           | 結城アイラ | 木下智哉     | EFFY       | 4:52  |
| 6.        | 「夕焼け」                               | 結城アイラ | かとうあすか | 加藤達也   | 5:02  |
| 7.        | 「Violet Snow（Acoustic Full Version）」 | 西田恵美   | 川崎里実     | 川崎里実   | 4:33  |
| 合計時間: | 合計時間:                                | 合計時間:  | 合計時間:    | 合計時間:  | 31:25 |

## 楽曲解説
1. Leading role
2. Flower Gears
今作のために書き下ろされた楽曲。
3. Paradeが生まれる
スマートフォン用ゲーム『ドリフェス!』より、DearDream（石原壮馬、溝口琢矢、富田健太郎、太田将熙、正木郁）に歌詞を提供した楽曲のセルフカバー。
4. どんな星空よりも、どんな思い出よりも
13thシングル、TVアニメ『妹さえいればいい。』エンディングテーマ
5. LOVE＆GAME
スマートフォン用ゲーム『アイドリッシュセブン』より、四葉環（KENN）、逢坂壮五（阿部敦）、十龍之介（佐藤拓也）に歌詞を提供した楽曲のセルフカバー。
6. 夕焼け
作曲のかとうあすかは結城の旧芸名兼本名であり、結城が音楽活動を始めたばかりのインディーズ時代に活動していたころに製作された楽曲である。歌詞は今作収録のために、結城アイラとして新たに書き直されたものである。
7. Violet Snow
テレビアニメーション『ヴァイオレット・エヴァーガーデン』イメージソング、同作品のボーカルアルバム「Song letters」[1]に収録されている。CD及び歌詞カードには特に表記はないが、「Song letters」とは音源が異なり、テンポも遅くなっている。演奏も結城一人でのピアノ弾き語りで完結されている。

## 参加ミュージシャン
| Leading role - Trumpet：吉澤達彦 - A.Sax＆B.Sax：竹上良成 - T.Sax：大郷良知 - Trombone：宮内岳太郎 - Chorus：川村ゆみ - Programming＆All Other Instruments：陶山隼 - Recording Engineer：森田信之・中野健太郎 - Mix Engineer：星野孝文 Flower Gears - Drums：波多江健 - Guitars：北島優一 - Violin＆Viola：高橋和葉 - Cello：篠崎央彡 - E.Bass,Programming＆All Other Instruments：高橋諒 - Recording Engineer：森田信之・吉田和也 - Mix Engineer：高田浩太郎 Paradeが生まれる - Guitars：浅田靖 - Programming＆All Other Instruments：矢野達也 - Recording Engineer：森田信之 - Mix Engineer：白井康裕 | どんな星空よりも、どんな思い出よりも - Strings：小池弘之Strings - Programming＆All Other Instruments：渡部チェル - Recording Engineer：岸本泰明 - Mix Engineer：淺野浩伸 LOVE＆GAME - Guitars：増崎孝司 - Programming＆All Other Instruments：EFFY - Recording Engineer：新垣安奈 - Mix Engineer：高田浩太郎 夕焼け - Strings：真部裕Strings - Guitars：佐々木貴之 - Programming＆All Other Instruments：加藤達也 - Recording Engineer：森田信之・白井康裕 - Mix Engineer：白井康裕 Violet Snow - A.Piano：結城アイラ - Recording Engineer：新垣安奈 - Mix Engineer：高田浩太郎 |